# اودلنو-دووانی
اودلنو-دووانی (انگلیسی: Udelno-Duvaney) یک شهرک در شهرستان بلاگووشچنسکی باشقیرستان کشور روسیه است.